# Georg Wilenius
Georg Wilenius, född 14 juni 1831 i Finström, död 20 oktober 1892 i Helsingfors, var en finländsk arkitekt.
Wilenius, som var son till köpmannen Isak Wilenius och Klara Agata Mesterton, var elev vid Åbo trivialskola 1839–1847. Han dimitterades privat, inskrevs vid Helsingfors universitet 1851 och avlade mindre kameralexamen 1853. Han blev elev vid Intendentkontoret 1854 samt företog studieresor till Sverige, Tyskland, Frankrike och Italien 1860–1862 (bland annat studier vid Polytechnikum i München). Han blev länskonduktör i Tavastehus län 1856, tredje arkitekt vid Överstyrelsen för allmänna byggnaderna 1867, föreståndare för S:t Michels läns byggnadskontor 1868, förste arkitekt vid Överstyrelsen för allmänna byggnader 1870 och överarkitekt där 1883. Han ritade bland annat Jakobstads rådhus (1877).